# 리저 페린
리저 페린(Lize Feryn, 1993년 3월 4일 ~ )은 벨기에의 배우, 모델이다.